# Gespitztblättriges Bärtchenmoos
Das Gespitztblättrige Bärtchenmoos (Barbula unguiculata) ist ein formenreiches Laubmoos aus der Familie der Pottiaceae. Es kann mit Tortula ruralis verwechselt werden, wird jedoch nicht so groß und weist keine gezähnelte Blattspitze auf.

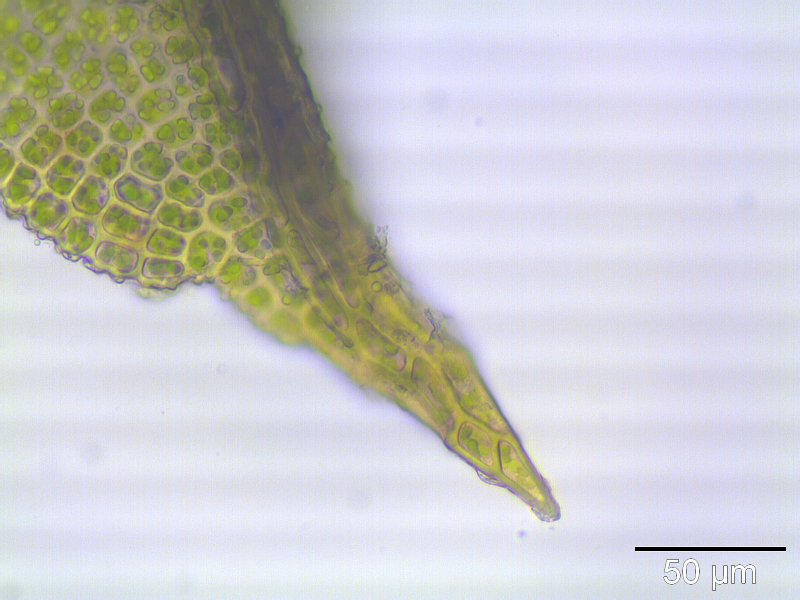
Blattspitze bei 400-facher Vergrößerung

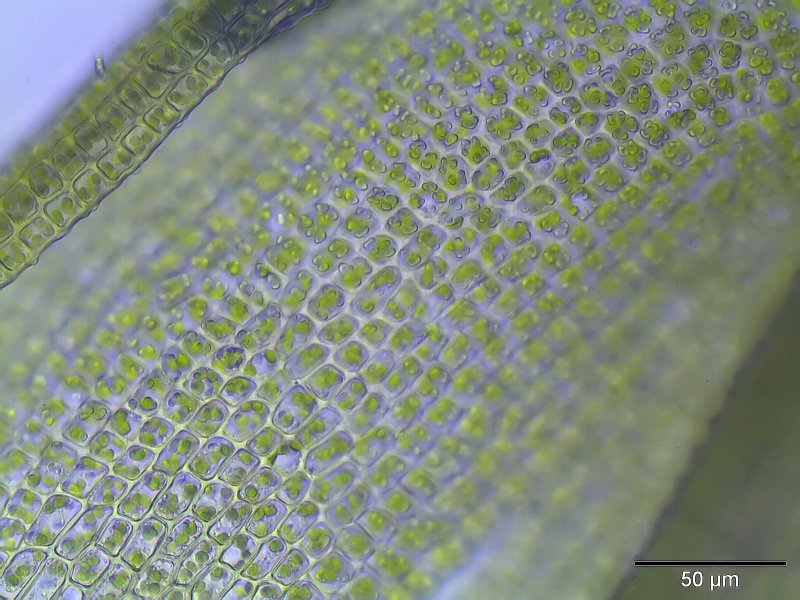
Laminazellen bei 400-facher Vergrößerung

## Vorkommen
Das Moos besiedelt feuchte, stark kalkhaltige Böden und ist daher in Deutschland häufig bis zerstreut verbreitet. In Fels- und Mauerritzen kann es auch bis über 2500 m steigen. Sonst ist es an Weg- und Grabenrändern, auf Äckern und selten auch auf Kalktrockenrasen zu finden. Seine Verbreitung ist auf die Nordhemisphäre beschränkt. Es kommt in Europa, Asien, Nordafrika und Nordamerika vor.

## Merkmale
Das Gespitztblättrige Bärtchenmoos wächst in grünen bis schwach gebräunten Rasen und bildet bis 3 cm hohe Stämmchen aus. Die charakteristischen zungenförmigen Blätter sind feucht aufrecht abstehend (sparrig), erscheinen trocken dagegen gedreht. Aus der Blattspitze tritt die Mittelrippe in Form einer kurz aufgesetzten Stachelspitze aus. Der Blattrand ist, entgegen anderen Vertretern der Gattung Barbula, nur im mittleren Blattabschnitt umgerollt. Die oberen Laminazellen sind rundlich bis quadratisch geformt, papillös und gehen allmählich in die am Blattgrund rechteckig verlängerten, durchsichtigen bis wasserhellen Zellen über. Die rote Seta trägt aufrechte, zylindrisch geformte Kapseln, die 3- bis 4-mal links gewundene Peristomzähne aufweisen.